# Junco (barco)
O termo junco agrupa no ocidente vários tipos de embarcações diferentes, que partilham o mesmo tipo de velame, e algumas características de construção que as unem.
De forma geral o termo junco refere-se a uma embarcação tradicional chinesa, utilizada para a cabotagem.
O termo junco entrou nos léxicos europeus através do termo Javanês jong (Malaio: adjong), que significa navio ou embarcação grande, primeiro através dos portugueses e posteriormente holandeses. Os juncos foram inicialmente desenvolvidos durante a Dinastia Han, cerca de 220 a.C.–200 d.C.
A UNESCO integrou a "técnica de fabrico de compartimentos estanques dos juncos chineses" na Lista do Património Cultural Imaterial que necessita de medidas urgentes de salvaguarda.

## O Velame
O velame do junco caracteriza-se por ser composto por lâminas rígidas, ao contrário das velas ocidentais que são feitas de pano, ou mais recentemente de materiais compostos, e consequentemente flexíveis. Ao serem rígidas são, à vez mais eficientes, e permitem um ângulo de ataque ao vento mais apertado. Por outro lado, são mais facilmente ajustadas às condições do mar e do vento, pois ao rizar permitem uma redução mais escalonada da área vélica.

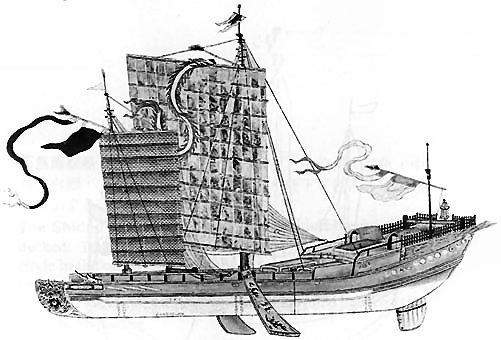
Junco do século XII, do período da Dinastia Song

## O casco
Quando os ocidentais se cruzaram pela primeira vez com os juncos chineses a primeira reacção foi de espanto face ao seu tamanho e a sua versatilidade. Em parte esta surpresa estava ligada ao facto de estas embarcações serem construídas por compartimentos estanques, em que cada secção da embarcação podia receber cargas liquidas a granel, bem como distribuía o esforço sobre o casco de forma mais eficaz, o que permitia a construção de cascos maiores.